# دمیانکا
دمیانکا (به لاتین: Demyanka) یک رود در روسیه است که در استان تیومن واقع شده‌است.